# أسرار معلنة
الأسرار معلنة ((ردمك 0-099-45971-X) ) هو كتاب قصص قصيرة من تأليف أليس مونرو ونشرته دار ماكليلاند وستيوارت عام 1994. رشيح لجائزة الحاكم العام للرواية الإنجليزية عام 1994.
وصفته صحيفة إدمونتون جورنال بأنه "أفضل كتاب كندي لعام ١٩٩٤" وفي مراجعة مميزة كتبت كيركس ريفيوز : "في يد مونرو تُعتبر الحقيقة بمثابة أخت غير شقيقة للخيال وقد لا يكون للواقع أي علاقة بواقع الحياة. لقد أصبح سرد القصص أمرًا أساسيًا بفضل أحد المحترفين الحقيقيين".

## المؤلف
أليس مونرو (1931–2024) كاتبة كندية حائزة على جائزة نوبل للآداب عام 2013 وجائزة مان بوكر الدولية عام 2009. اشتهرت برواياتها القصيرة التي وصُفت بأنها “روائع في الأدب القصصي” مقارنة بأعمال شخوص مثل تشيخوف وموباسان لكن بأسلوب أكثر جرأة وعمق. ولدت مونرو في أونتاريو من بوينت أصولها الريفية وعادت إلى موطنها بعد زواجها وعملها في محلات الكتب فشكل هذا الخلفية العملية منعطفًا دراميًا في كتاباتها القصصية. اختارت مونرو سرد القصص القصيرة بحكم انشغالها بالعمل والعائلة لكنها أثبتت أنها قادرة على دمج عمق الرواية ضمن صفحات مضغوطة.

## الحبكة
القصص الثماني في "أسرار معلنة" ترتكز على الحياة الريفية/البلدات الصغيرة كل قصة تستهل حدثًا بسيطًا (مثل رحلة مدرسية أو حفلة زفاف) لكنها تتفرّع في اتجاهات الأزمات النفسية والأسرار المباشرة وانعكاسات الماضي.
- حمل بعيدا : لويزا أمينة مكتبة من الحرب العالمية الأولى تنخرط في مراسلات مع جندي لا تعرفه فتقع في حب فكرة أكثر من الشخص نفسه ما يعكس هشاشة الروابط العقلية والوجدانية.
- أسرار معلنة (القصة التي تحمل عنوان المجموعة) : اختفاء فتاة تبلغ من العمر 13 عامًا خلال رحلة مدرسية مما يثير ضجة داخل البلدة. مونرو تترك النهاية مفتوحة فتشكّك بحدود الحقيقة والصمت الاجتماعي في مواجهة العنصرية والجريمة.
- العذراء الألبانية : تمزج قصة شابة كندية تُخطف من قِبل قبائل ألبانية مع قصة مكتبية تعيش في فيكتوريا مما يعكس قدرة مونرو على مزج الزمان والمكان لتحليل الحرية الجسدية والنفسية.
- فضاءات أخرى : مثل "حياة حقيقية" و"محطة برية" و"هبطت السفن الفضائية" و"المخربون" و"فندق جاك راندا" تطرح مواضيع عن الحب والخيانة والعجز أمام توقعات العلاقات الزوجية وتأثير الماضي على الحاضر.[3]

## الشخصيات الرئيسية
رغم تنوع الشخصيات تحيط مونرو بالنساء بشكل أقوى :
- لويزا وهي أمينة مكتب تنفتح على الحياة من خلال مراسلات مجهولة رمز للبحث عن الذات والحب.
- ماورين وهيذر بيل الطفلة التي تختفي في القصة الرئيسية شخصيتها تخلق إجابات مفتوحة حول الحقيقة والصدمة المجتمعية.
- آنّي/شارلوت في القصة الألبانية تنكسر الرؤيا التقليدية للأنثى وتُعيد تكوين الحرية الجسدية بعد تجربة عنف.
- دوريي في "حياة حقيقية" امرأة وسط خيار تعيشه بدقة فتستقر في زواج مزدوج يحمل القبول والحرمان.
- روايات أخرى : “هبطت السفن الفضائية” تطرح فتاة عاملة في مصنع والطموح الذي لا يُدرك و“المخربون” تسلط الضوء على تأثير الخيانة على النفس.

هذه الشخصيات رغم اختلاف خلفياتها تتماهى في بحثها عن الحرية الداخلية و غموض العلاقات و نمطية الهويات الصغيرة.

## المغزى الأدبي والفكري

### السرّ المكشوف
كل قصة تنفذ عبر ما ليس ماضيًا أو حاضرًا فقط بل فضاءً نفسيًا داخليًا. العنوان يشير إلى أشياء تحملها الأرواح ولا تُقال مباشرة لكن آثارها واضحة.

### الغموض والتحكم بالسرد
مونرو تستخدم الحبكة لتبقي القارئ في حالة ترقب لا تأخذنا للنهاية المغلقة أبدًا بل فتح أبواب متعددة للقراءة.

### فتنة الروابط الأنثوية
تسبر مونرو أعماق العلاقات بين النساء درامية ومفعمة بالصمت والرغبة والتضحية مع نقد دقيق للمعايير الاجتماعية للحُب والزواج.

### الذاكرة المجتمعية
تعكس القصص أثر الماضي في النفوس، وغالبًا ما يصوغ عنصر الزمن والذكريات معطى أساسيًا في البنية التطبيقية لرواياتها.

### رداءة الجغرافيا وتقلبها
أونتاريو/كارستايرز ليست مجرد مواقع جغرافية إنها مزيج من الخصوصية الجماعية والعوالم الداخلية ما يفتح نصوصها على خصوصيات عامة وظلال رمزية
.

## القصص
- "حمل بعيدًا"
- "حياة حقيقية"
- "العذراء الألبانية"
- "أسرار معلنة"
- "فندق جاك راندا"
- "محطة برية"
- "هبطت المركبات الفضائية"
- "المخربين"